# Hekim-Baixi

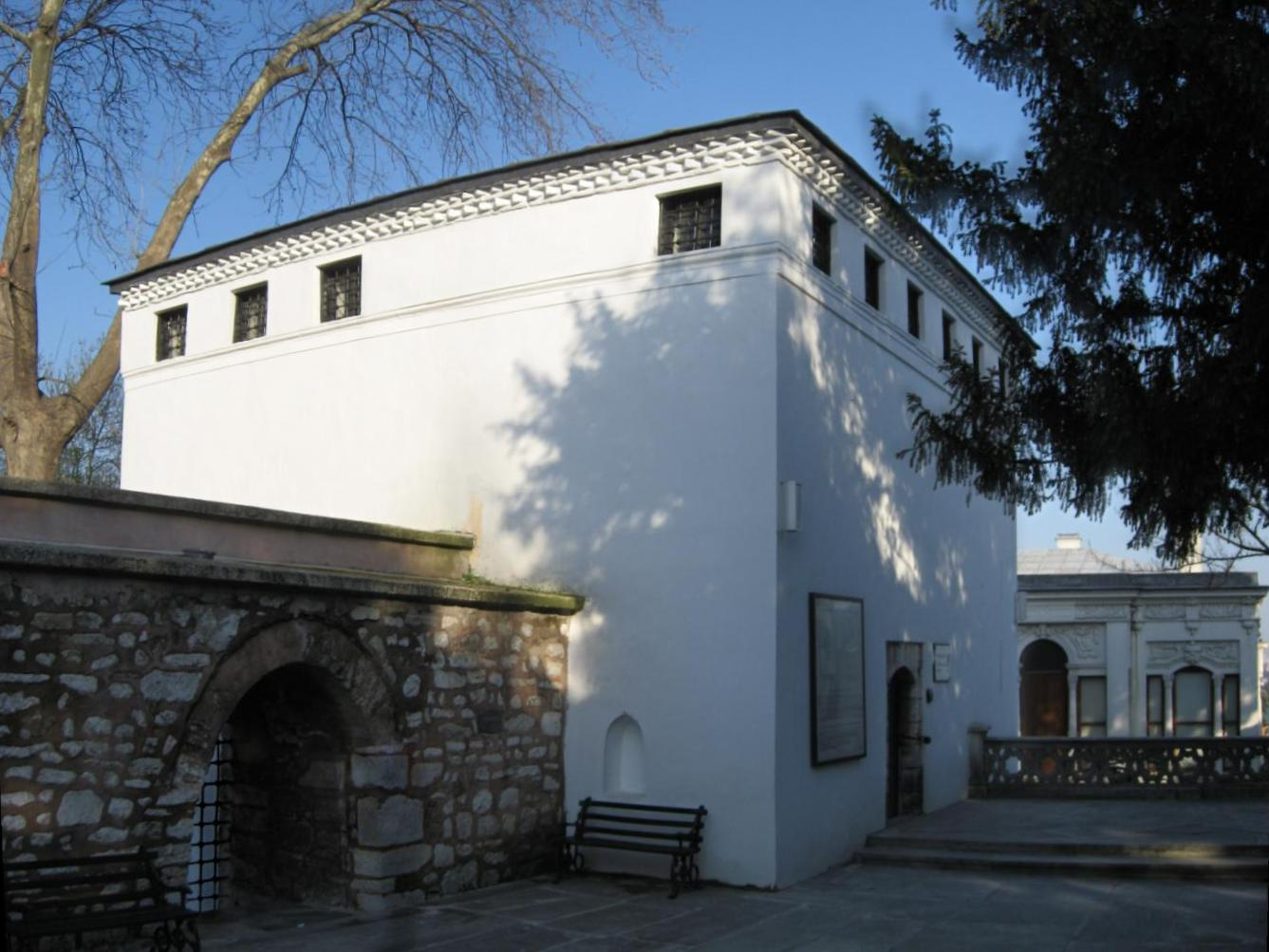
Torre de Başlala/Habitació del Hekim-baixi, Palau de Topkapı.

El Hekim-Baixi era el cap de l'equip mèdic del Palau otomà i al mateix cap dels serveis sanitaris de l'estat.
Dirigia tant als metges, oculistes, cirgians i altres especialistes de la cort, com supervisava tots els metges i altres professionals sanitaris de l'Imperi Otomà, tant els musulmans com els no musulmans, el nomenava i els revocava. El més conegut fou Yakub Paixà.
Al segle xvi se'l va anomenar alternativament ra'is al-atibba. El segle xviii el càrrec va perdre importància i va passar a dependre dels agha de Dar al-Saadet. El 1844 el títol fou canviat a ser-tabib-i shehriyari i el 1850 es va crear el ministeri de Sanitat i les funcions de ser-tabib-i shehriyari van passar a ser les de metge privat del sultà.